# کارلوس چهارم
کارلوس چهارم اسپانیا (انگلیسی: Charles IV of Spain؛ زاده ۱۱ نوامبر ۱۷۴۸ درگذشته ۲۰ ژانویهٔ ۱۸۱۹) یک پادشاه اسپانیا بود.

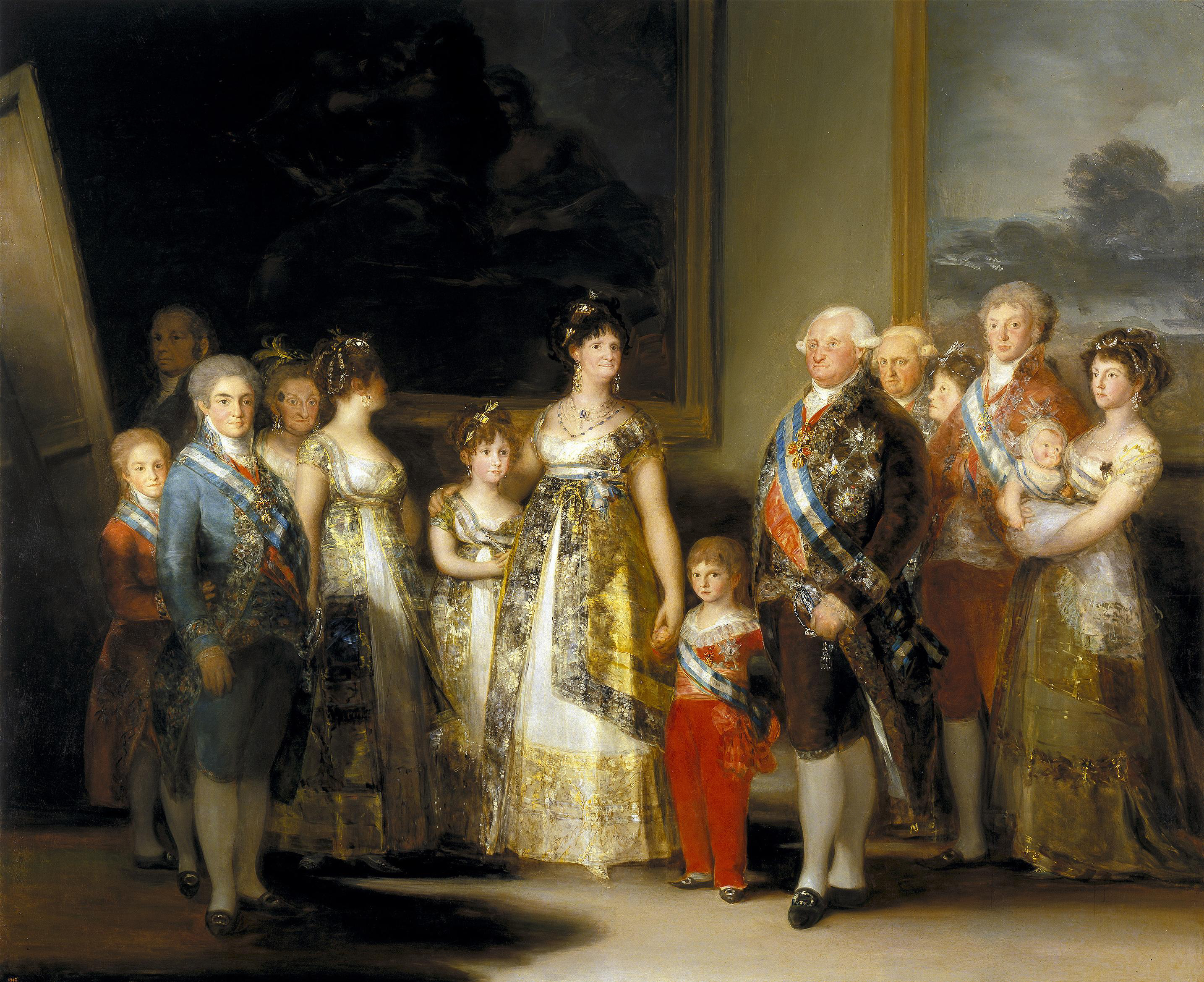
کارلوس چهارم پادشاه اسپانیا و خانواده‌اش یک نقاشی پرتره گروهی رنگ روغن روی بوم اثر هنرمند اسپانیایی فرانسیسکو گویا است. او کار روی این نقاشی را در سال ۱۸۰۰، اندکی پس از اینکه اولین نقاش اتاق خانواده سلطنتی شد، آغاز کرد و آن را در تابستان ۱۸۰۱ به پایان رساند.
این پرتره تصاویری در اندازه واقعی از کارلوس چهارم و خانواده‌اش را به نمایش می‌گذارد که لباس‌های زیبا و جواهرات به تن دارند. مهم‌ترین آنها در این نقاشی کارلوس چهارم و همسرش ماریا لوییزا هستند که توسط فرزندان و بستگان خود احاطه شده‌اند. این خانواده لباس‌های مد روز معاصر خود پوشیده‌اند و با جواهرات و نشان کارلوس سوم تزیین شده‌اند. این نقاشی هم‌اکنون در موزه دل پرادو، مادرید نگهداری می‌شود.

اسپانیایی که کارلوس سوم به ارث برده بود، نشانه های کمی از بی ثباتی داشت، اما در طول سلطنت او، اسپانیا وارد یک سری اتحادهای نامطلوب شد و رژیم او دائماً به دنبال پول نقد برای مقابله با شرایط ضروری جنگ بود. او از پسر و وارثش فردیناند کسی که توطئه ناموفق الاسکوریال را رهبری کرد متنفر بود، و بعداً چارلز را پس از غوغاهای آرانخوئز در مارس 1808، همراه با برکناری مانوئل گودوی ، وزیر اول منفور خود، مجبور به کناره گیری شد. کارلوس چهارم که توسط ناپلئون بناپارت به بایون احضار شد و فردیناند هفتم را مجبور به کناره گیری کرد، از سلطنت نیز کناره گیری کرد و راه را برای ناپلئون هموار کرد تا برادر بزرگترش ژوزف بناپارت را بر تخت پادشاهی اسپانیا بنشاند. دوران سلطنت کارلوس چهارم نقطه عطف بزرگ در تاریخ اسپانیا بود.